# 행성 (모음곡)

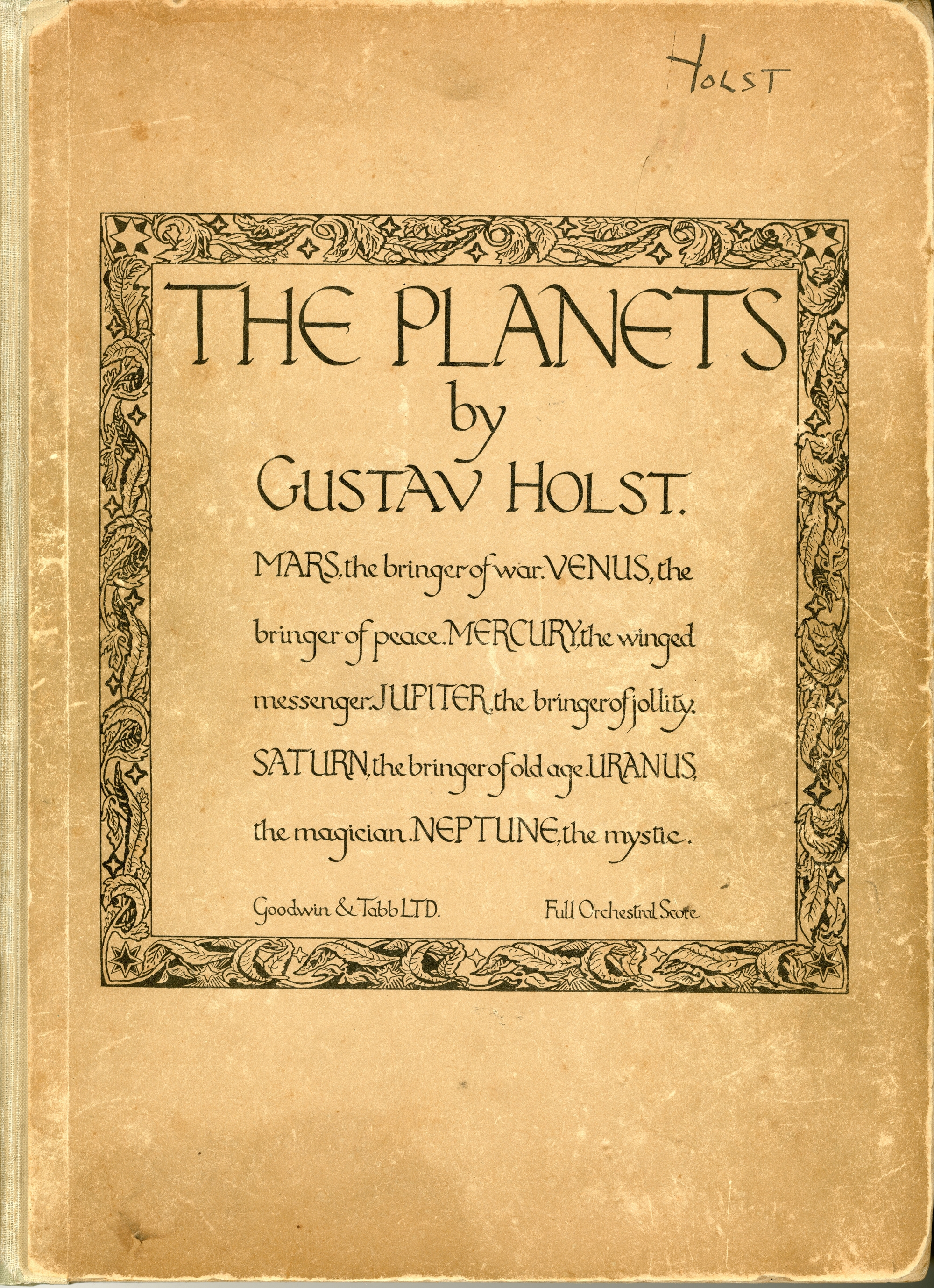

《행성》(The Planets, Op. 32)은 영국의 작곡가 구스타브 홀스트가 쓴, 관현악을 위한 모음곡이다. 작곡자에게 점성술을 가르쳐 준 클리포드 백스의 제안으로 1914년에 착상하여 1916년에 작곡을 마쳤으며 1920년 10월 10일 버밍엄에서 애플비 매슈스(Appleby Matthews)의 지휘로 초연되었다.
도미타 이사오의 신시사이저 편곡이 있다.
이 중 〈화성〉은 넥스트의 《Lazenca - A Space Rock Opera》 앨범에 편곡돼 수록되어 있고,〈목성〉의 도입부는 MBC 뉴스데스크의 시그널 음악으로 사용되기도 했다.

## 작곡

### 배경
홀스트가 '행성조곡'의 작곡을 시작하게 된 동기는 1913년 그의 친구 클리포드 백스가 점성술에 관해 소개하는 데서 출발한다. 1925년 출판된 클리포드 백스의 회고록인 'Inland Far'에서 그는 1913년 3월의 어느 날에 그의 형인 아놀드, 밸포어 가디너 그리고 구스타브 홀스트와 가졌던 휴일에 대해 기술하고 있다. 클리포드는 다음과 같이 적고 있다.
"홀스트는 나에게 그가 막 점성술에 흥미를 갖게 되었다고 알렸으며, 그러한 성향의 화제거리로 오랜 동안 장황하게 이야기했다. 가디너가 미간을 찌푸렸다. 우리는 그가 중얼거리는 것을 들을 수밖에 없었다. '정말, 정말!' 그리고 우리의 대화가 그를 상하게 할 문제는 없었다."
책의 뒤에서 클리포드는 별도로 언급하기로는 홀스트에게 점성술을 소개한 이는 자신이었다고 적었으며, 홀스트가 점성술로부터 끌어낸 영감을 소진해 버리고 나서 그는 그것에 대한 흥미를 거의 잃었다고 덧붙이고 있다.
그런데 홀스트의 딸 이모겐은 '행성조곡'의 원고 사본판 서문에서 그녀의 부친이 읽은 책인 1913년 런던에서 출판된 Alan Leo의 '천궁도란 무엇인가?'에 대해 적었다. 사실 Alan Leo는 1차 대전 전과 전쟁 중에 점성술을 장려하는 일종의 대중적인 책과 인쇄물의 저자였다. 홀스트는 이 책을 보고(비록 친구들의 점괘를 맞추는 것 뿐이지만) 일생동안 '점쟁이' 노릇도 하였다고 한다. 또한 Leo의 책에는 '화성 전쟁의 신', '토성 수확자'처럼 각 행성의 성격에 대해 간단한 기술이 되어 있었고, 홀스트는 이에 착안하여 자신의 작품에도 각 행성 별로 부제를 붙였는데, '해왕성'에 붙인 '신비로운 자' 만은 Leo의 기술을 그대로 갖다 붙인 제목이었다.

### 경과
1908년부터 1차대전이 발발하기 전의 기간에 영국에서는 드뷔시와 라벨에 의한 새로운 음악이 런던에서 연주(1908년 "바다", 1909년 "야샹곡", "펠레아스와 멜리장드", 1912년 "어미 거위")되었고, 디아길레프가 그의 발레-뤼스를 이끌고 와서 스트라빈스키의 "불새"(1912), "페트루슈카", "봄의 제전"(모두 1913년), 라벨의 "다프니스와 클로에"(1914)를 더했고, 작곡자의 관현악적 색채는 선명하게 확대되어서 영국의 음악적 조직의 지배력에 중대한 영향을 끼쳤다. 이러한 영향은 1914-16년 사이에 작곡된 '행성'에 홀스트에 의해 내면화되었다.
'행성'의 필사본에는 단순하게 '대규모 관현악을 위한 7개의 작품'이라는 제목이 달렸었다. 이미 언급한 드뷔시, 라벨, 스트라빈스키와는 별개로, 1914년 8월 이전 런던에서 주목할 만한 관현악 초연은 1912년 9월 12일 헨리 우드 경의 지휘로 초연된 쇤베르크의 "관현악을 위한 5개의 소품"(1914년 1월에 쇤베르크 자신의 지휘로 한번 더 연주되었다.)이었다.
최근의 몇몇 주석자들은 홀스트의 작곡의 시작점이 쇤베르크의 혁신적인 악보의 예로 보아도 된다는 의견을 냈다. 홀스트가 첫 연주회에 참석했는지는 알려지지 않았지만, 그의 수첩 속의 기술은 그가 두 번째에는 틀림없이 참석했었음을 제시한다. 홀스트 생가 박물관의 관리자인 Lowinger Maddison은 쇤베르크의 '관현악을 위한 5개의 소품'의 문고판 총보는 홀스트가 가장 아끼던 소지품들 중에 하나로, 그가 작곡시에 그것을 곁에 두었음을 지적했다.('금성'에는 쇤베르크의 악보와 유사한 첼레스타 악구가 나타난다.)
홀스트는 '행성'을 2년 혹은 3년 간 다듬었지만, 마지막으로 쓰여진 '수성'을 제외하고 그는 그것들을 지금 우리가 알고 있는 순서대로 썼다는 점은 흥미롭다.(1차대전 전에 명왕성은 아직 발견되지 않았다.) '행성'은 실제로 거의 2년의 기간이 넘게 작곡되었다. 홀스트는 "그것은 마치 여인의 뱃속의 아기처럼 ... 2년 동안, 스스로 점차 확실하게 형태를 이루듯이" 그의 마음속에서 천천히 자랐다고 말했다.
1914년에 먼저, 집요한 운율적 행보의 '화성'이 나왔다. 그러나 그것은 전쟁의 발발에 대한 반작용과는 거리가 멀었는데, 홀스트는 전쟁이 일어나기 전인 6월에 그의 스케치를 끝냈기 때문이다. 이후 전쟁 중의 첫 가을에 '금성'(평화를 가져오는 자)이, 그리고 '목성'(즐거움을 가져오는 자)이 나왔다. 1915년의 여름과 가을에 '천왕성'과 '해왕성'을 끝냈는데, '수성'은 1916년 초까지도 마치지 못했다. 그것은 홀스트가 작곡을 매우 천천히 했고 그의 오른팔의 신경염 때문에 세인트 폴 학교의 전(前) 학생들을 비롯하여 여러 팀의 사보가들의 봉사를 받았기 때문이다. 이렇게 여러 손으로 작성된 원고는 그의 딸 이모겐이 사본판으로 출판하였다.

### '행성조곡'의 초연과 지휘자  에이드리언 볼트
홀스트 자신은 '행성'을 실제로 들어볼 수 있을지 기대를 하지 않고 있었다. 그런데 1차 대전 종료 1주일 전 무렵에 그가 살로니카에 군대 음악교육계의 음악 간사로 가게 되었고, 그의 후원자이던 밸포어 가디너가 그에게 이별의 선물로 퀸즈 홀에서 퀸즈 홀 오케스트라로 '행성'의 연주를 주선하는 뜻하지 않은 기회가 왔던 것이다. 홀스트는 즉각 친하게 지내던 친구인 29살의 야심있는 지휘자  에이드리언 볼트의 사무실에 들이닥쳤다. 마침 그는 작품 준비로 바삐 움직이고 있었다.
" 에이드리언, 내가 YMCA룰 위해 곧 살로니카로 가게 되었어. 밸포어 가디너가 은혜롭게 나에게 이별 선물로 퀸즈 홀과 퀸즈 홀 오케스트라 전부를 일요일 아침에 모두 주셨어. 우리는 '행성'을 할 예정이고 자네가 지휘를 해 줘야겠어."
볼트는 이미 전 해에 그 작품의 2대의 피아노 편곡판을 들었던 경험이 있었기 때문에 홀스트의 청을 바로 수락할 수 있었던 것이다. 그렇게 해서 '행성'의 초연은 1918년 9월 29일에 이루어졌는데, 거의 '개인적인' 연주회였던 터라 초대된 청중들만 온 탓에, 넓은 퀸즈 홀은 절반도 못 채웠다. 그러나 그 연주회는 대 성공이었다. 홀스트의 딸 이모겐에 따르면 "회랑에 있던 파출부들 조차도 넋을 잃을 정도"였다고 하면서, '목성'이 연주되는 동안에는 그들도 빗자루를 내려 놓고 춤을 추기 시작했다고 한다. 홀스트는 자신의 작품에 대한 반응에 난처해 하였고, 연주회 후 볼트에게 다음과 같은 편지를 보냈다.
"자네는 영광에 둘러싸였고 [중략] 자네의 성공은 내가 말과 글로써 형언하기 건방질 만큼이나 확실하다네. 신의 가호가 있기를!"
홀스트는 또한 '행성조곡'의 악보를 출판하면서 서문에 자신과 그 작품의 성공은 아드리안 볼트 덕분이었음을 잊지 않았다.
볼트는 왕립 음악협회의 2차례 시즌의 두 번째 연주회인 1919년 2월 27일에도 초대되어 '행성조곡'의 5개 악장만을 연주하였다(대중에의 전곡 초연은 1920년 11월 알버트 코츠에 의해 이루어졌다). 이후로도 볼트는 세계에 걸친 객원지휘 뿐만 아니라 버밍엄(1924-30 및 1959-60), BBC 교향악단(1930-50) 그리고 런던 필하모닉(1950-57) 등의 수석 지휘자로서의 경력 중에도 계속 '행성조곡'을 지휘하였고 녹음도 5회나 남겼다.

## 악기편성
- 목관악기: 플루트4(제3은 피콜로, 제4는 피콜로와 알토 플루트를 겸함), 오보에 3(3번은 베이스 오보에 겸함), 잉글리시 호른, 클라리넷3, 베이스 클라리넷, 바순 3, 콘트라바순
- 금관악기: 호른(F)6, 트럼펫(C)4, 트롬본3, 유포니움, 튜바
- 타악기: 팀파니2, 글로켄슈필, 실로폰, 튜블러 벨, 트라이앵글, 작은북, 탬버린, 심벌즈, 큰북, 탐탐
- 현악기: 하프 2, 현악 5부
- 건반악기: 첼레스타, 오르간
- 기타: 2부 여성 합창(무대 뒤)

## 연주시간
- 약 50분

## 구조
《행성》은 태양계의 일곱 행성에 해당하는 그리스 신화의 신을 각각 주제로 한 일곱 개의 악장으로 되어 있다. 천문학이 아닌 점성술 상의 행성 배열로 나누었고, 행성과 그에 해당하는 이미지의 그리스 신화 신들을 나타내는 표제가 붙어 있고, 곡에도 물론 반영되어 있다.
1. 〈화성, 전쟁을 가져오는 자〉(Mars, the Bringer of War)
2. 〈금성, 평화를 가져오는 자〉(Venus, the Bringer of Peace)
3. 〈수성, 날개달린 파발꾼〉(Mercury, the Winged Messenger)
4. 〈목성, 즐거움을 가져오는 자〉(Jupiter, the Bringer of Jollity)[1]
5. 〈토성, 황혼기를 가져오는 자〉(Saturn, the Bringer of Old Age)
6. 〈천왕성, 마술사〉(Uranus, the Magician)
7. 〈해왕성, 신비로운 자〉(Neptune, the Mystic)

점성술의 이미지 외에 동시대에 작곡된 곡들도 영향을 미쳤다고 여겨지는데, 이교적인 기괴한 스토리와 거대한 관현악 편성, 미칠듯이 변하는 박자와 불협화음의 향연으로 스캔들이 되었던 이고르 스트라빈스키의 발레 '봄의 제전' 이나 아르놀트 쇤베르크의 '관현악을 위한 5개의 소품', 클로드 드뷔시의 교향시 '바다' 와 '야상곡' 등의 영향이 종종 지적되곤 한다.
하지만 음악사에 큰 발자국을 남긴 스트라빈스키나 쇤베르크, 드뷔시와 달리 곡 자체를 크게 놓고 보면 그리 혁신적인 것도 아닌데, 오히려 바그너적인 대편성의 관현악을 자유자재로 다루면서 굉장히 다채로운 음색을 뽑아내는 면모 덕에 그런 인상을 받는 이들이 많다. 실제로 이 곡은 영국 음악의 전통에 깊게 뿌리박고 있고, '목성' 의 중간부 선율은 애국적인 내용의 가사가 붙어 '내 조국이여, 나 그대에게 맹세합니다'(I vow to thee, my country) 라는 노래로 인기를 얻었다.
당시에는 연주하기 어려운 곡으로 악명이 높았고, 초연 때의 연주는 연습 시간 부족 등의 이유로 꽤 어설펐다고 한다. 1920년대에 접어들면서 어느 정도 개량되었던 녹음 기술 덕에 홀스트 자신이 직접 런던 교향악단을 지휘해 두 종류의 음반을 만들기도 했지만, 이것마저 한정된 녹음 시간과 기술상의 한계 때문에 곡의 독특한 색채는 거의 죽어버린 소리가 나왔다. 그 당시의 대표적인 음반 포맷이었던 SP는 한 면당 기껏해야 3분~4분 반 정도밖에 녹음할 수 없었다. 그런 탓에 대곡을 녹음할 경우, 판 숫자를 줄이려는 프로듀서나 엔지니어 등 녹음 스탭의 요청 때문에 빨리 내달려야 하는 상황도 있었다. 그래서 홀스트도 음반 녹음 할 때 원래 연주 시간보다 빠른 템포로 지휘할 수 밖에 없었다고 한다. 하지만 2차대전 후 독일로부터 압류해온 오픈릴 테이프와 그 레코더의 개량 작업, 그리고 스테레오 녹음의 상업화 등으로 인해 녹음의 질이 부쩍 좋아진 덕에, '스펙터클한 레퍼토리'를 찾는 이들에게 더없이 좋은 음반 취입곡이 되었다.

## 구성

### 제1곡 ‘화성, 전쟁을 가져오는 자’
다장조 5/4박자. 제시부-발전부-재현부-종결부로 확실하게 구분되는 소나타 형식이다. 제시부 - 특정 패턴의 이른바 "오스티나토" 리듬이 거의 처음부터 끝까지 반복되는 가운데 호른에 의한 제 1주제("da --- da da ---")가 시작된다. 제 1주제는 반복되면서 점차 복잡하게 발전하며 정점에 이른 뒤, 좀더 격렬한 느낌의 오스티나토 리듬을 타고 제 2주제("da - dada - da")가 등장하여 상승과 하강을 반복하고, 이 제 2주제가 클라이맥스에 다다른 후 발전부로 이어진다. 발전부 - 행진곡 풍의 리듬을 타고 테너 튜바에 의해 제 3주제가 나타나고, 이 제 3주제는 확대 변형된 후 저음 현에 의해서 제 2주제가 다시 나타나 질질 끄는 듯한 느낌의 상승과 하강을 반복하면서 금관의 상승으로 이어지고, 전 관현악에 의해 오스티나토 리듬이 나타나면서 재현부가 시작된다. 재현부 - 전 관현악의 총주로 오스티나토 리듬을 필두로 제시부의 제 1주제와 발전부의 제 3주제가 차례로 등장한 후 제 2주제가 등장하여 지리멸렬하게 반복되다 정점에 이르러서 금관과 오르간의 코랄이 포르티시시모로 등장하면서 종결부로 이어진다. 종결부 - 금관과 오르간의 마치 추락하는 듯한 느낌의 코랄이 잦아들면서 잠잠해지다가 다시 현악과 목관의 상승 음형에 의해 '반란'이 일어난다. 그러나 변형된 오스티나토 리듬의 팀파니와 금관이 등장하면서 모든 상황이 정리되는데, 미국의 작곡가 존 윌리엄스는 자신이 작곡한 '스타워즈 영화부수음악'의 주제곡에서 이 부분을 차용하기도 했다.

### 제2곡 ‘금성, 평화를 가져오는 자’
내림마장조, 4/4박자. 호른을 제외한 금관과 타악기가 숨을 죽인 채, 조금 긴 호흡의 호른의 제 1주제가 개시된다. 이어서 목관이 가세하고 하프, 현악 합주로 see-saw음형의 제 2주제가 이어진다. 잠시 종결하는 듯한 후 다시 제 1주제가 나타나면서 고조된다. 이어 나타나는 감미로운 느낌의 첼로의 분산화음이 상승하면서, 호른과 목관의 유영하는 느낌의 반주를 타고 바이올린 독주가 고음역을 한가롭게 노래하는 제3주제가 이어진다. 한차례 클라이막스가 있은 후, 바이올린 독주와 목관, 호른의 반주가 교대 혼합되어 진행한다. 다시 제2주제, 제1주제가 나타나고, 앞에서 나왔던 첼로의 분산 화음이 한 옥타브 높게 등장한 후 제3주제가 다시 나타난다. 하프와 목관의 분산화음이 어우러지며 클라이막스에 이른 후 첼레스타의 속삭이는 듯한 분산화음에 호른이 see-saw음형을 노래하다 플루트와 바이올린의 고음으로 이어지고 흩어지듯이 사라진다.

### 제3곡 ‘수성, 날개 달린 파발꾼’
내림나장조, 6/8박자. 비록 홀스트는 그의 계획에 독일 교향곡의 어떠한 흔적을 남기려는 의도가 없었음은 의심할 여지가 없지만, 느린 악장에 이어지는 스케르초이다. '화성'의 집중된 음향의 무게는 다시 멀어졌고, 목관악기와 약음기를 낀 현의 반짝이는 대비는 주목할 만한 발빠른 분위기를 창줄한다. 날아다니는 듯한 느낌의 목관의 빠른 상승과 하강이 반복되면서 하프의 달리는 느낌의 연주에 이어지면서 고조되다가 호른의 코랄로 분위기가 바뀐다. 이 부분이 잠잠해진 후, 날아다니는 느낌의 목관이 다시 나타나고 현악기의 달려가는 듯한 악구가 고조된다. 팀파니의 빠른 패시지를 타고 목관이 연주되다 사라지고 첼레스타와 하프, 목관악기들이 어우러지며 고조된 후 조용히 끝맺는다.

### 제4곡 ‘목성, 즐거움을 가져오는 자’
다장조, 2/4박자. 중간부는 내림마장조, 3/4박자, 'Andante Maestoso (느리고 장엄하게)'. '화성'과 마찬가지로 소나타 형식이다. 제시부는 바이올린의 분산화음을 타고 호른이 귀에 익숙한 제1주제 선율을 연주하면서 시작된다. 이 주제는 오래 전에 모 방송국에서 저녁 9시 뉴스의 시그널로 사용하기도 했기 때문에, '목성'은 중간부의 아름다운 선율과 더불어 친근감이 드는지도 모른다. 이 주제는 목관의 분산화음이 더해지고 다른 금관들도 합세하여 한차례 더 반복된다. 이어 전 관현악이 분위기를 일신한 후 반복과 변형을 거듭하며 발전한다. 그후 제2주제인 3박자의 리듬이 반복되면서 클라이막스에 이르고, 제1주제 등의 단편들이 나타나면서 제시부는 점차 잦아든다. 이어지는 발전부는 금관에 의해서 3박자의 유려한 선율이 전개되는데, 후에 홀스트는 이 선율에 'I Vow to Thee My Country'의 가사를 붙였다. 한껏 고조된 발전부가 끝나고 이어지는 재현부는 제시부의 선율들이 다시 순서대로 등장하여 부풀어 오르면서 종결부로 이어진다. 종결부는 하프와 현악기의 물결치는 듯한 아르페지오를 타고 저음 금관과 저음 목관에 의해 발전부 선율이 다시 나타난다. 그리고 금관의 기상곡 풍의 팡파르가 등장하면서 끝맺는다.

### 제5곡 ‘토성, 황혼기를 가져오는 자’
다장조, 4/4박자. 특정한 형식에 얽매이지 않고 자유로이 곡상을 풀어가는 교향시의 성격이다. 플루트와 하프의 see-saw 음형으로 조용히 시작하면서 마치 천천히 이야기를 시작하듯이 '화성'의 제 1주제가 들어간 음형(이하 "A음형"이라 칭함)이 더블베이스에 의해 나타난다. 목관이 이 A음형을 반복하고, 점차 현악기군과 목관이 더해지고 금관이 지속음을 내면서 멎는 듯하다가, 본격적인 이야기가 시작되는 듯한 느낌으로 첼로와 더블베이스가 행진곡 풍의 리듬을 피치카토로 연주하기 시작한다. 의욕적인 출발의 느낌을 주는 A음형의 금관의 화음이 상승, 하강을 반복하면서 고조되다가 하프와 현의 잡아채는 듯한 리듬에 목관이 처음에는 순응하다가 점차로 저항하는 듯이 확대되면서 상승한다. 확대된 목관이 점차 고조되어 금관으로 이어지고, 마침내 저항을 이겨낸 듯 see-saw 음형의 행진 리듬으로 바뀐다. see-saw 음형과 A음형이 혼합되어 반복되면서 점차 침잠하는 듯이 잦아들고 마치 고독한 승자의 모습을 묘사하듯 플루트와 하프의 투명한 울림만이 남는다. 오르간의 지속음과 하프와 목관이 어우러지는 부드러운 금관의 see-saw 음형이 명상적인 느낌을 이끌어 내며 천천히 음색을 변화시켜 간다. 마침내 모든 욕심으로부터 초연해진 듯이, 음악은 서서히 높은 곳을 향해 사라진다.

### 제6곡 ‘천왕성, 마술사’
다장조, 6/4박자. 서주는 트럼펫과 테너 튜바, 베이스 튜바에 의해 "솔-미flat-라-시" 의 네 음으로 시작한다. 알렉산더 깁슨/RNO(Chandos) 음반의 내지 설명에 의하면. 이 네 음은 홀스트의 이름(GuStAv Holst)에서 따 온 것이라는 Malcolm MacDonald의 주장도 있다. 금관에 의해 제시된 네 음은 테너튜바와 베이스튜바가 모방하다가 팀파니에 의해 제지당하면서 일순간 침묵이 흐른다. 이어서 바순이 조심스럽게 발걸음을 내딛으면서 다른 목관들도 차례로 합류하고 더불어 속도도 빨라진다. 점차 고조된 뒤, 바순에 의해 다른 주제가 나타나고, 이 주제를 다른 목관들이 따라 하면서 확대 발전한다. 이어 금관에 의해서 '화성'의 제 2주제가 나타나 상승과 하강을 반복하면서 절정에 다다른 후 점차 가라앉는다. 여기까지는 마치 그리스 신화에서 우라노스가 카오스로부터 여러 신과 물질을 창조하는 것을 묘사하는 것처럼 느껴진다. 베이스 튜바에 의해서 서주에 나왔던 네 음이 다시 등장하고, 새로운 주제의 행진곡이 등장하면서 확대 변형 발전하면서 점차 고조된다. 온갖 타악기들이 난무하는 소란스러운 선율로 한동안 정신없이 연주하는데, 마치 바람기를 억제하지 못한 우라노스의 행각(?)을 보는 듯하다. 전 관현악의 코랄과 함께 오르간이 거칠은 음향으로 등장하면서 모두 침묵하고 눈치를 살피는 듯한 하프의 see-saw 음형이 마치 가이아의 사주를 받은 제우스와 맞선 우라노스의 모습을 연상케 한다. 마침내 일격을 가하는 제우스의 모습이 오르간과 전 관현악에 의해 연주되고, 비참하게 사라져 가는 우라노스의 모습이 하프의 see-saw 음형으로 표현되면서 조용히 사라진다.

### 제7곡 ‘해왕성, 신비로운 자’
다장조, 5/4박자. 제목에 걸맞게 플루트와 클라리넷이 신비로운 분위기의 아름다운 선율을 연주하면서 시작한다. 하프와 다른 목관들이 선율을 따르며 발전하고, 금관이 부드럽게 지속음으로 받쳐준다. 이어서 일렁이는 느낌의 첼레스타와 하프의 아르페지오를 타고 팀파니, 심벌즈, 사이드 드럼의 부드러운 트레몰로와 목관 금관의 지속음이 신비로운 느낌을 채색하다가 점차 가라앉는다. 저음 현의 지속음이 깔린 채 베이스 오보에와 바순의 느릿한 상승을 다른 목관들이 이어받으며 반복하는 중에, 무대 뒤 보이지 않는 곳에 자리한 2부 여성합창이 보칼리제로 지속음을 연주하기 시작한다. 호른이 see-saw음형으로 화음을 연주하고, 플루트와 클라리넷이 다른 선율을 연주하면서 고조되었다가 사라지면, 박자를 세는 듯한 느낌의 하프를 타고 여성 합창이 앞서의 플루트와 클라리넷이 연주했던 선율을 재현한다. 분위기가 고조되면 여성합창이 쉬는 사이 목관과 금관의 지속음과 타악기의 부드러운 트레몰로와 하프 및 첼레스타의 아르페지오로 분위기를 가라앉힌다. 여성합창이 다시 등장하여 see-saw음형을 연주하면서 하프가 간간이 받쳐주다가 여성합창만이 연주된다. 이 부분에서 여성합창이 있는 곳의 문은 서서히 닫히도록 악보에 지시되어 있는데, 마치 보이저 2호가 마지막으로 해왕성 사진을 전송하고는 은하계 바깥으로 사라져 가듯이 여성합창도 점점 멀어진다.

## 다른 작곡가에 의한 추가 악장

### 명왕성
명왕성이 미국 천문학자 클라이드 톰보에 의해 발견된 것은 홀스트의 생전이던 1930년 2월 18일이었다. 하지만 점성술에만 관심이 있었고 천문학에 대해선 딱히 관심이 없던 홀스트는 단순히 무시했고, 곡을 추가하지 않겠느냐는 질문에도 신경질적으로 반응했다. 아마도 명왕성을 작곡할 시 곡의 원래 의도가 왜곡될 염려가 있어 그렇게 반응한 것으로 보인다. 그래서 '명왕성'을 추가하는 작업은 홀스트가 죽고 한참 지난 1970년대부터 다른 작곡가들에 의해 시작했다. 2000년 할레 오케스트라(Hallé Orchestra)의 위촉으로 콜린 매슈스가 〈명왕성, 새롭게 하는 자〉(Pluto, the renewer)를 써서 이모겐 홀스트에게 헌정했다. 매슈스는 해왕성의 종결 부분을 명왕성으로 넘어가도록 고쳤다. 명왕성이 포함된 《행성》은 켄트 나가노가 지휘하는 할레 오케스트라의 연주로 2000년 5월 11일 맨체스터에서 초연했다.
2006년 8월 국제천문연맹이 명왕성의 분류를 행성에서 왜행성으로 바꾸면서 《행성》은 다시 지구를 제외한 모든 태양계의 행성을 다루는 곡이 되었다. 하지만 곡의 완성도가 어느 정도가 있어서 포함시켜 연주하거나 아니면 독립적으로 연주되는 곡이 되었다.
- 연주시간 : 약 7분

- 악기편성

플루트 4(3, 4번은 피콜로, G조 베이스 플루트 겸함.), 오보에 3(3번은 베이스 오보에 겸함), 잉글리시 호른, 클라리넷 4, 바순 3, 콘트라바순, 호른 6, 트럼펫 4, 트롬본 3, 튜바, 유포니움, 팀파니 2, 트라이앵글, 작은북, 탬버린, 심벌즈, 큰북, 탐탐, 튜블러 벨, 글로켄슈필, 첼레스타, 실로폰, 하프 2, 오르간, 2부 여성 합창(무대 뒤)

### 이외
하우메아, 지구, 생명을 가져오는 자 세레스, 이리스, 토워드 오시리스, 마케마케, 소행성4719, 코마로브'스 폴도 있다.